# 科洛比亚诺
科洛比亚诺（義大利語：Collobiano），是意大利韦尔切利省的一个市镇。总面积9平方公里，人口119人，人口密度13.2人/平方公里（2009年）。ISTAT代码为002045。